# رسانه دیجیتال

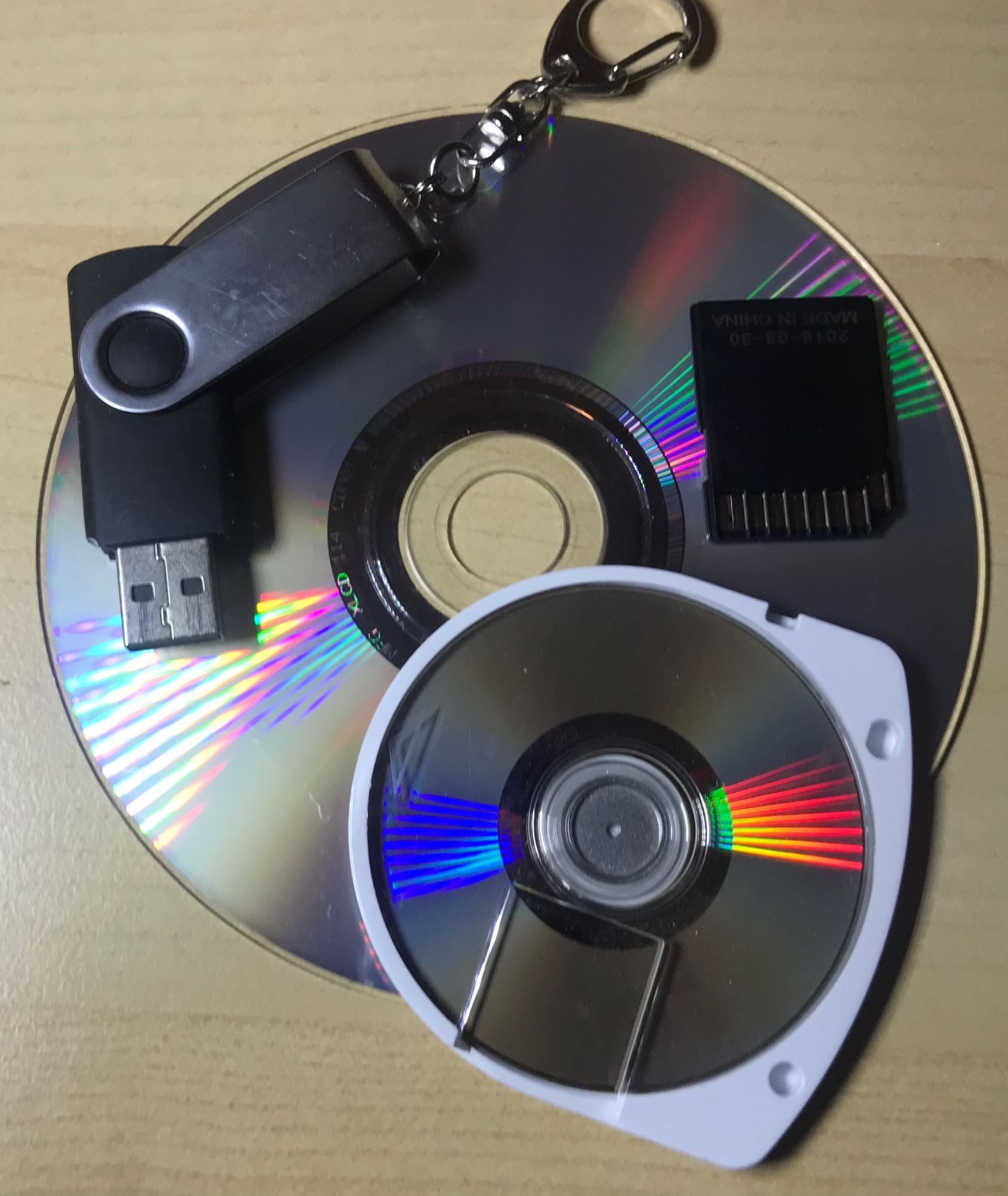
امروزه رسانه‌های دیجیتال حجم عظیمی از زندگی ما را اشغال کرده اند.

رسانه دیجیتال رسانه‌ ای است که تبادل یا انتشار محتوا در آن، تنها به کمک ابزارهای مجهز به پردازشگر دیجیتال امکان پذیر باشد.
طبق آیین‌نامه ساماندهی و توسعه رسانه‌ها و فعالیت‌های فرهنگی دیجیتال، رسانه دیجیتال عبارت است از رسانه مبتنی بر فناوری نوین اطلاعات و ارتباطات، که شامل گونه‌های زیر می شود:
- بسته نرم‌افزاری رسانه‌ای.
- حامل دیجیتال، حاوی داده (مانند بسته‌های نرم افزاری رسانه ای، بازی‌های رایانه ای و مانند آن‌ها).
- رسانه برخط مبتنی بر شبکه (نظیر شبکه جهانی اینترنت).
- . سرویس‌های مخابراتی از قبیل MMS وSMS.
- سایر اشکال شبکه‌های تبادل داده مانند بلوتوث.[۱]

## تاریخ رسانه‌های دیجیتال
در سال 1936 بود که ماشین گسسته جهانی تورنینگ، اصول تکنولوژي دیجیتالی را توضیح داد. ماشین تحریري که بوجود آمد درحقیقت در برگیرنده نوار کاغذي بی پایانی بود که ایده آن به سال 1800 باز می گشت. در این ماشین کاغذ که براي ذخیره داده‌ها به کار گرفته می شد، نویسنده می توانست اطلاعات را بنویسد، بخواند و پاك کند. این درحالی است که یک دستگاه انتقال دهنده که براي نشانی دادن به داده‌ها به کار می رفت، دستیابی به نشانه‌هاي هم جوار را در قسمت راست و چپ ممکن می کرد. این ماشین ابتدایی نه تنها مساوي با هر نوع ریاضیاتی بود، بلکه می توانست مسائل مربوط به ریاضی را از طریق شبیه سازي ماشینی که به خوبی برنامه ریزي شده است، برطرف کند. این گونه بود که ماشین تورینگ به پیشرفت هاي مربوط به ذخیره، فهرست راهنما و پردازش داده‌هاي الفبایی و عددي دست یافت. این پیشرفت‌ها در حوزه الفبایی به شکل گیري لیست‌ها و کاتالوگ‌هایی منجر شد که در آنها فهرست‌هاي راهنماي کارتی ادبیات ژان پل در سال 1800 و فلسفه هگل مشاهده می شد و به ماشین هولریث براي سرشماري آمریکایی‌ها در سال 1890 منجر شد.

### کامپیوتر‌های دیجیتال
در حوزه عددي، پیشرفت موازي از حسابگر شیکارت براي چهار محاسبه اصلی به شکل گیري کامپیوترهاي پیشگام انجامید. موتورهاي دیفرانسیلی سال 1822 پیشرفته اي زمان بر مجموعه اي از مثلثات و پرتابه شناسی‌ها را به معادله اي متفاوت تقلیل داد این در حالی است که موتور تحلیلگري که بعدها معرفی شد با هدف محاسباتی کردن تمامی تحلیل ها شکل گرفت. با این وجود براي دستیابی به جهانشمولى الفبایى عددى ماشین‌هاي تورینگ- با نام مستعار کامپیوتر- دو جریان پیشرفت جبر استدلالی بویل و تئوري ناتمامیت گودل باید به یکدیگر می پیوستند. ماشین تورینگ سال 1936 بی تردید به کندي کار می کرد و نوار کاغذي آن بسیار بلند و غیر موجود بود. این در حالی است که کامپیوتر نقطه مقابل آن است و به عنوان جانشین تکنیکی دستگاه تورینگ به منزلۀ معجزه اي براي صرفه جویی در زمان و فضا از آن یاد می شود. کامپیوتر در حقیقت از جمله وسایل ضروري براي جنگ جهانی دوم بود و در زمانی که شنن جبر بویل را اثبات کرد، زیوز در حال ساخت اولین کامپیوتر بود. در پایان سال 1943 سرویس مخفی بریتانیا با کامپیوترهایی از راه رسید که بر اساس کدگشایی از رمزهاي موجود در جنگ کار می کرد.

#### توسعه ی رایانه شخصی
در سال 1959، ترانزیستور اثرِ میدانیِ نیمه‌رسانای اکسید-فلز (MOSFET یا ترانزیستور MOS) توسط محمد آتالا و داون کهنگ در آزمایشگاه‌های بل اختراع شد. این اولین ترانزیستور واقعاً جمع و جور بود که می توانست برای طیف وسیعی از کاربردها، کوچک سازی شده و به تولید انبوه برسد. این ترانزیستور منجر به توسعه ریز پردازنده‌ها ، تراشه‌های حافظه و مدارهای مخابراتی دیجیتال شد. این امر منجر به توسعه رایانه شخصی (PC) در دهه 1970 و آغاز انقلاب ریز رایانه و انقلاب دیجیتال شد.

### ظهور اینترنت
در اواخر دهه 1960 میلادی، وزارت دفاع آمریکا تشخیص داد که دولت آمریکا به شبکه‌های کامپیوتری خود بسیار وابسته است و این سوال مطرح شد که اگر دشمن در یک حمله هسته‌ای به شبکه‌های کامپیوتری ملی آنها آسیب برساند چه اتفاقی خواهد افتاد؟
بنابراین وزارت دفاع آمریکا یک نوع جدید از شبکه‌های بزرگ را طراحی کرد که حتی اگر یکی از بخش‌های آن از کار می افتاد باز هم می توانست به کار خود ادامه دهد. آنچه که کل این شبکه عظیم را به هم ارتباط می داد مجموعه‌ای از قوانین ارتباطی یا به اصطلاح «پروتکل» بود که آنرا TCP/IP نامیدند. اصولاً هر شبکه‌ای که از قوانین TCP/IP استفاده کند می‌تواند با هر شبکه دیگری که آن هم با قوانین TCP/IP کار می کند ارتباط برقرار کند و اگر در شبکه بزرگی که هر یک از شبکه‌های کوچکتر داخل آن از قوانین TCP/IP استفاده می‌کنند یک شبکه کوچک از کار بیافتد، مابقی شبکه به کار خود ادامه خواهد داد.
پروژه آریانت در سال 1967 آغاز به کار کرد و نتیجه این پروژه پس از چندین سال همان شبکه جهانی اینترنت کنونی است که اکنون به صورت غیرنظامی گردیده و تمامی عرصه گیتی را تحت پوشش خود قرار داده است.

## صنعت رسانه‌های دیجیتال

### دوربین آنالوگ و دیجیتال

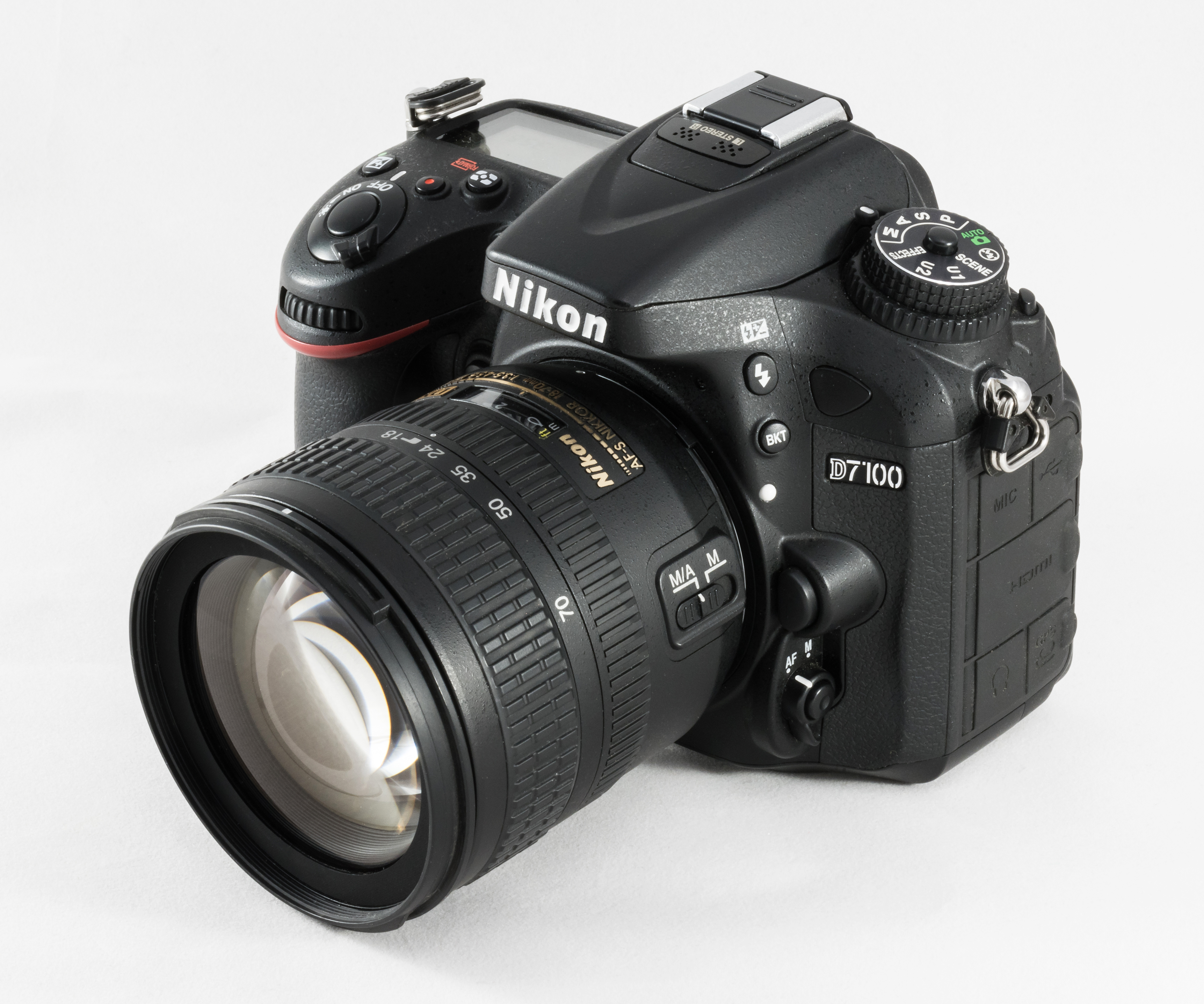
دیجیتالی شدن دوربین‌ها به صنعت فیلم کمک شایانی کرده است

در مقایسه با رسانه‌های چاپی، در رسانه‌های جمعی و سایر فن آوری‌های آنالوگ، کپی، ذخیره، اشتراک و اصلاح آسان است. این کیفیت رسانه‌های دیجیتال منجر به تغییرات چشمگیری در بسیاری از صنایع، به ویژه روزنامه نگاری، نشر، آموزش، سرگرمی و تجارت موسیقی شده است. تأثیر کلی این تغییرات چنان گسترده است که کمی کردن آن دشوار است. به عنوان مثال، در ساخت فیلم ، انتقال از دوربین آنالوگ به دوربین دیجیتال تقریباً یک مثال کامل است. این انتقال مزایای اقتصادی برای هالیوود دارد. توزیع را آسان تر می کند و امکان افزودن جلوه‌های دیجیتالی با کیفیت بالا به فیلم ها را فراهم می کند. در عین حال، بر جلوه های‌ویژه آنالوگ و صنایع انیمیشن در هالیوود تأثیر گذاشته است.

### افول روزنامه ی چاپی
بین سالهای 2000 و 2015، درآمد تبلیغات روزنامه چاپی از '60 میلیارد دلار' به تقریبا '20 میلیارد دلار' کاهش یافته است.حتی یكی از محبوب ترین روزهای انتشار روزنامه‌ها یعنی یكشنبه، شاهد كاهش 9 درصدی تیراژ از سال 1945 بوده است.

### ظرفیت سازی
در روزنامه نگاری، رسانه‌های دیجیتال منجر به از دست رفتن هزاران شغل در رسانه‌های چاپی و ورشکستگی بسیاری از روزنامه‌های بزرگ شده است. اما ظهور روزنامه نگاری دیجیتال همچنین باعث ایجاد هزاران شغل و تخصص جدید شده است. کتاب‌های الکترونیکی و انتشار خود باعث تغییر صنعت کتاب می شود و کتاب‌های دیجیتال و سایر برنامه‌های درسی رسانه در حال تغییر در آموزش ابتدایی و متوسطه هستند.

## ویژگی‌های رسانه‌های دیجیتال
1. سرعت و وسعت دامنه انتشار.
2. بستر نشر آسان (اینترنت/ تکثیر استمپری/...).
3. تنوع و حجم بالای محتوا (نرم افزارهای چند رسانه ای حاوی چند صد جلد کتاب، چند ده ساعت فیلم و صوت با قابلیت جستجو و … / بازی‌های رایانه ای).
4. جذابیت و تعاملی بودن محصولات (بازی‌های رایانه ای / اجتماعات مجازی/ ...).
5. بدون مرز بودن ارتباطات.
6. کم هزینه بودن تولید و دسترسی (با 20 هزار تومان صاحب یک خبرگزاری بین المللی شوید/ با 60 هزار تومان هزار نسخه از یک اثر را می توان تکثیر کرد /...).
7. طیف وسیع و متنوع مخاطبین.[۱]

## تفاوت رسانه‌های دیجیتال و مارکتینگ دیجیتال
بازاریابی دیجیتال در واقع قرار دادن محتوا (پست‌های فیس بوک، تبلیغات بنر، تبلیغات جستجوی پرداخت شده و غیره) در مکان مناسب و در زمان مناسب برای دستیابی به مشتریان ارزشمند است. رسانه دیجیتال دارایی یا محتوا است. منظور از رسانه، بسترهای دیجیتالی مانند وب سایت، ایمیل‌ها و کانال‌های رسانه‌های اجتماعی است که شما می توانید از طریق آنها بازاریابی دیجیتال خود را مدیریت کنید.
بازاریابی دیجیتال به معنی بدست آوردن اطلاعات خاص در مورد محصولات یا خدمات و مخاطبان هدف است تا بتوان تبلیغات را در بیشترین سودآوری و بازگشت سرمایه به کارآمدترین و مثرترین روش قرار داد.
'بازاریابی دیجیتال یعنی بازاریابی با کمک بسترهای رسانه دیجیتال و رسانه های دیجیتال.'